# Zagersdorf
Zagersdorf (węg. Zárány, burg.-chor. Cogrštof) – gmina w Austrii, w kraju związkowym Burgenland, w powiecie Eisenstadt-Umgebung. Liczy 999 mieszkańców (1 stycznia 2015).